# Прапор Остенде
Прапор Остенде складається з двох горизонтальних смуг червоного (верхня) і жовтого кольорів. Це робить його майже ідентичним до пляжного прапора. Остенде розташований на бельгійському узбережжі. Зона між двома прапорами є зоною для купання під наглядом. За цією зоною спостерігають рятувальники. Водні види спорту в цій зоні заборонені. Якщо на рятувальній станції висить цей прапор, це означає, що ця станція відкрита.

Офіційно прапор описується так: 
Дві однаково високі смуги червоного і жовтого кольорів.

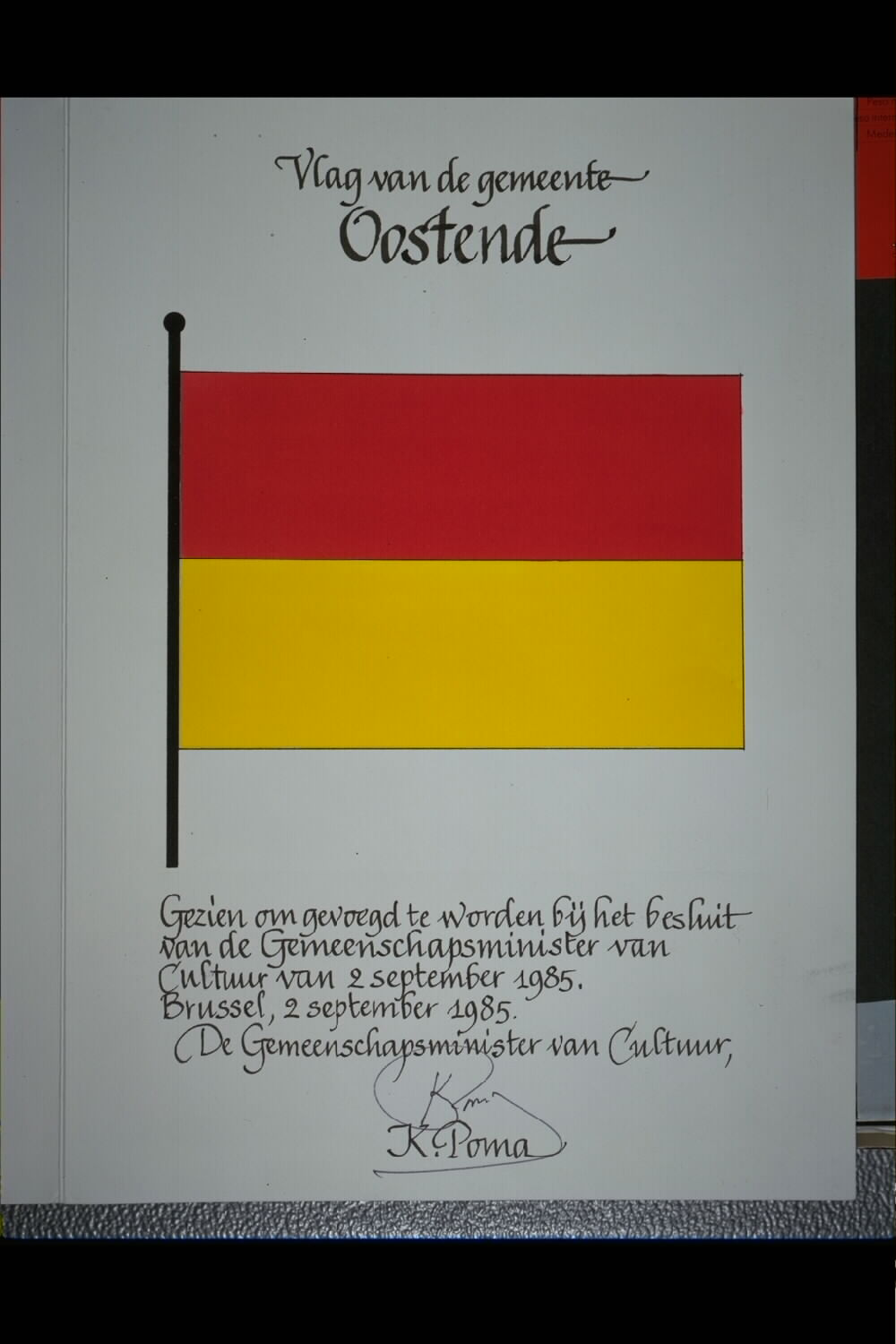
Дизайн прапора, намальований Карелом Помою
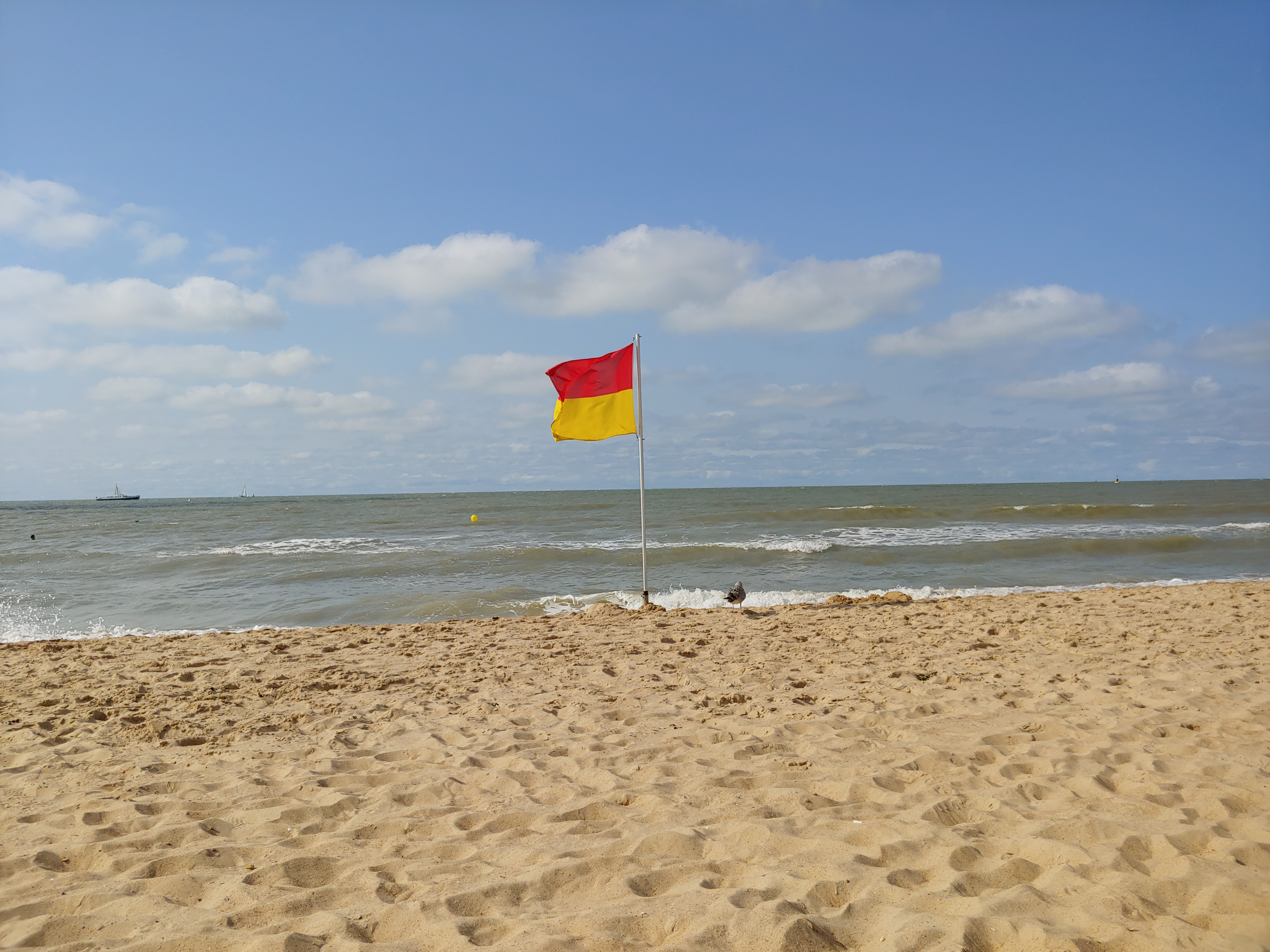
Пляж Остенде, з прапором Остенде.

## Історія
Прапор Остенде є одним із небагатьох регіонів, який був офіційно визнаний за ancien régime. У середні віки кораблі Остенде плавали під прапором Бургундії та власним червоно-жовтим прапором. Червоний і жовтий також стали кольорами компанії Остенде, заснованої в 1723 році. У 1787 році імператор Йосиф ІІ видав правила для кораблів усіх своїх штатів так (щоб вони)... взяли лише австрійський прапор. Він визнав лише шість корабельних прапорів, у тому числі приватний прапор Остенде, що складається з двох горизонтальних смуг червоного та жовтого кольорів. Цей прапор також був обраний у 1985 році для міста Остенде. 
Прапор був офіційно затверджений муніципальною радою 26 квітня 1985 року. 2 вересня 1985 року він був підтверджений урядом Фландрії та остаточно опублікований 8 липня 1986 року в офіційному бельгійському державному віснику.